# Ludovic Tézier
Ludovic Tézier (Marsella) és un baríton francès.
Després d'assistir a l'Escola d'Art Líric de l'Òpera de París, es trasllada a Lucerna, on aborda un repertori variat : el rol titular de Don Giovanni, Marcello de La Bohème, Escamillo de Carmen, Arlequí d'Ariadne auf Naxos, Sharpless a Madama Butterfly, i Demetrius a El somni d'una nit d'estiu.
Dos anys després, entra a l'Òpera de Lió i hi interpreta, entre d'altres, El Comte a Les noces de Fígaro, Guglielmo a Così fan tutte, Demetrius, Belcore a L'elisir d'amore, Escamillo, Marcello La Bohème i Ford a Falstaff.
El 1998 guanya el Concurs Opéralia de Plácido Domingo. Després és regularment contractat per Nicolas Joël al Capitole de Tolosa que li confia papers majors com a Zurga a Les Pêcheurs de perles, Schaunard i els rols titulars de Hamlet, d'Eugeni Onegin, Don Giovanni. Cantarà igualment Silvio a I Pagliacci, Grianznoï a La núvia del tsar, Enrico a Lucia di Lammermoor a Lió i al Châtelet. Però és després de fer el paper de Wolfram a Tannhaüser, a Tolosa i sota la direcció artística de Nicolas Joël que la carrera de Ludovic Tézier va agafar un vol reeixit.

## Liceu
Representacions al Gran Teatre del Liceu:
- 2008: Les noces de Fígaro[1]
- 2010: La dama de piques[2]